# Christian Wilhelm Franke
Christian Wilhelm Franke (* 1765; † 1831) war ein deutscher Lexikograf, Übersetzer und Rechtsanwalt.

## Leben und Werk
Christian Wilhelm Franke fungierte seit 1796 zusammen mit Renatus Gotthelf Löbel als Herausgeber des Conversationslexikon mit vorzüglicher Rücksicht auf die gegenwärtigen Zeiten (6 Bände 1796–1808 und 2 Ergänzungsbände 1809–1811). Das Werk blieb infolge des frühen Todes von Renatus Gotthelf Löbel im Jahr 1799 zunächst unvollendet. 1808 kaufte Friedrich Arnold Brockhaus das von Löbel und Franke verfasste unvollendete Werk, das zur Grundlage der Brockhaus Enzyklopädie wurde.
Noch im gleichen Jahr 1808 wurde der sechste Band durch Christian Wilhelm Franke fertiggestellt. F.A. Brockhaus ließ vom Mitbegründer des Konversationslexikons Christian Wilhelm Franke 1809 und 1811  zwei Ergänzungsbände erstellen, die der Aktualisierung des Werkes vor allem aufgrund der Französischen Revolution dienten.